# Polemio (prefetto del pretorio)
Polemio (in latino: Polemius; fl. 469-472) è stato un politico romano dell'Impero romano d'Occidente, con interessi nella filosofia.

## Biografia
Polemio apparteneva ad una nobile famiglia gallica. Si diceva che discendesse dallo storico Tacito e forse anche dal poeta Ausonio; probabilmente era nipote di Nimfidio. Le lettere a lui indirizzate dal poeta Gaio Sollio Sidonio Apollinare lo identificano come un cultore della filosofia neoplatonica. Sposò Araneola, figlia del console Magno;  in occasione del loro matrimonio (avvenuto prima del 469), Sidonio Apollinare compose un'opera, l'Epithalamii dicti Polemio et Araneolae.
Fu Prefetto del pretorio delle Gallie tra il 471 e il 472. Sidonio Apollinare si lamentò con lui del fatto che durante questo incarico non gli scrisse mai, chiedendogli se non fosse a causa della nomina a vescovo dello stesso Sidonio.